# Marion Bartoli
Marion Bartoli (Le Puy-en-Velay, 1984. október 2. –) junior és felnőtt Grand Slam-tornagyőztes visszavonult francia hivatásos teniszezőnő, edző.
Juniorként megnyerte a 2001-es US Open lány egyéni versenyét, és ebben az évben a junior világranglista 2. helyén állt. A felnőttek között kétszer játszott a Wimbledoni teniszbajnokságon egyéni döntőt, 2007-ben az elődöntőben a világelső Justine Henint legyőzte, de a döntőben Venus Williamstől kikapott. 2013-ban azonban győzni tudott a német Sabine Lisicki elleni döntőben. Egyéniben mind a négy Grand Slam-tornán legalább a negyeddöntőig jutott. Párosban a legjobb eredménye a 2003-as US Openen játszott elődöntő.
2000–2013-ig tartó karrierje során nyolc egyéni és három páros WTA-tornát nyert meg, emellett hat egyéni és egy páros ITF-tornán végzett az első helyen. Legjobb egyéni világranglistás helyezése a 7. volt, ezt először 2012 januárjában, másodszor 2013 júliusában érte el, párosban a 15. helyig jutott 2004 júliusában.
2004-ben a világcsoportban döntőt játszó francia Fed-kupa-válogatott tagja volt.
2013-ban, 40 nappal wimbledoni győzelme után jelentette be folyamatos sérülései miatt visszavonulását a profi tenisztől.
2018 év elején bejelentette visszatérését, azonban a felkészülés közbeni sérülései miatt erre nem került sor. 2018. decemberben adta hírül, hogy edzőként folytatja pályafutását és a korábbi francia korosztályos bajnok 19 éves Lucie Wargnier edzője lesz.

## Játékstílusa
Marion Bartoli balkezesnek született, de apja jobb kézzel tanította meg őt teniszezni, és így nem tudott sok erőt belevinni az ütéseibe. Az 1992-es Roland Garros döntője után, amikor Szeles Mónika legyőzte Steffi Grafot, apja javaslatára Bartoli is két kézzel ütötte meg a labdákat mindkét oldalról, akárcsak Szeles, és így erőt is bele tudott adni az ütésekbe.
Bartolinak sok baja volt a tenyereseivel, de amióta két kézzel játszik tenyeres oldalról is, sokat javult az ütése. Az ütéseivel éles szögeket üt, és a labdákat is a vonalak közelébe helyezi, hogy kinyithassa vele a pályát és a másik oldalon befejezhesse a pontot. Legnagyobb fegyvere mégis az adogatásfogadás, mert gyakran még az első szervákat is az alapvonalon belülről fogadja.
A múltban Bartoli nem volt jól mozgó játékos, ami gátolta a kétkezes játékát, de sokat dolgozott a mobilitásán, majd le is fogyott, s a mozgása is sokat javult az utóbbi időben.
A szokatlan kézkezes játékot egy furcsa szerva is kíséri, amelyben használja a csuklóját, hogy nagyobb sebességgel üsse meg a labdát. A szervajátékát is sokszor csiszolgatta, így volt olyan is, hogy évente másképp szervált.
A labdamenetek között sokat ugrál és mozog, sokszor az ütésfajtákat is gyakorolja.

## Pályafutása
Bartoli 16 évesen kezdte a profi pályafutását, 2000-ben. Ebben az időben csak ITF-tornákon vett részt, és Hatfieldben, Torinóban, valamint Koksijdében sem talált legyőzőre. 2001-ben szabadkártyát kapott a Roland Garros vezetőségétől, ám az első fordulóban kiesett. 2001-ben a juniorok között megnyerte a US Opent, a döntőben Szvetlana Kuznyecovát legyőzve.

### 2002
Az Australian Open vezetőségétől is szabadkártyát kapott, de alulmaradt Tina Pisnikkel szemben az első fordulóban. Ezután megszerezte a negyedik ITF-győzelmét is az amerikai Ohio államban található Columbusban. A Roland Garroson ismét az első fordulóban búcsúzott, Szugijama Aitól kapott ki.
A US Openen a selejtezőből jutott a főtáblára. Az első körben kiejtette a 25. kiemelt Arantxa Sanchez-Vicariót, ez volt Bartoli első győzelme egy top 100-as játékos ellen. A sorozatot folytatva a 2. körben legyőzte Rossana de los Ríost is, majd a harmadik körben a 4. kiemelt Lindsay Davenport állította meg a fiatal franciát.

### 2003
A Canberra Women's Classicon az első WTA-elődöntőjébe jutott be, de ott Francesca Schiavone legyőzte őt 6–4, 3–6, 6–3-ra. Immár a világranglista legjobb száz játékosa közé kerülve Bartoli a torna után először vett részt egy Grand Slam-torna főtábláján alanyi jogon, ám az első fordulóban kikapott Magdalena Maleevától.
Az Sony Ericsson Openen a selejtezőből feljutva az első körben 6–0, 6–0-ra megverte Ally Bakert, majd a második fordulóban felülmúlta Evie Dominikovicot is, szetthátrányból megfordítva a mérkőzést. A harmadik kanyarban María Sánchez Lorenzót verte két szettben, majd Lindsay Davenport térdsérülésre hivatkozva feladta ellene a mérkőzést. A végállomást Serena Williams jelentette az elődöntőben, ott Bartoli 6–1, 6–2-re kapott ki az amerikaitól. A Internationaux de Strasbourgon, a Strasbourgban megrendezésre kerülő versenyen Bartoli a negyeddöntőig jutott el, Celine Beigbedert és Lina Krasznoruckaját verve az előző körökben. A negyeddöntőben végül Vera Zvonarjova állította őt meg két szettben.
Ezután a Roland Garroson az első körben Rossana de los Ríost verte 6–3, 6–0-ra, a második körben pedig ő kapott ki ugyanilyen arányban Jennifer Capriatitól. A füves szezon kezdetén, Birminghamben, az AEGON Classicon megverte Emilie Loit-t, majd Evie Dominikovicot, de a harmadik körben kiesett. Az első wimbledoni versenyén az első körben esett ki, a 9. kiemelt Daniela Hantuchová verte őt meg 6–4, 6–1-re.
A Bank of the West Classic, Mercury Insurance Open, Pilot Pen Tennis és a Rogers Cup elnevezésű versenyeken a korai körökben búcsúzott, a négy versenyen a legjobb eredménye a 3. kör volt. A Mercury Insurance Openen viszont Bartoli először győzött le top 20-as teniszezőt, méghozzá Meghann Shaughnessyt 3–6, 7–6(5), 7–5-re verve a második körben.
A US Openen ismét Daniela Hantuchovával találkozott az első fordulóban, és Bartoli ismét csak öt játékot tudott nyerni a mérkőzésen (a meccs végeredménye 6–3, 6–2 lett). A Generali Ladies Linzen a második körben ejtette őt ki Vera Zvonarjova, míg az év utolsó versenyén, a Bell Challenge-en a negyeddöntőben búcsúzott.

### 2004
Az évet Aucklandben kezdte, az ASB Classicon. Anabel Medina Garriguest, Cara Blacket és Shenay Perryt legyőzve egészen az elődöntőig jutott, ott azonban kikapott Ashley Harkleroadtól szettelőnyből. Az Australian Openen az első fordulóban Alexandra Stevensont verte meg 6–3, 6–1-re, de a második fordulóban alulmaradt a 22. kiemelt Patty Schnyderrel szemben 6–4, 2–6, 6–3-as arányban.
Februárban, az indiai Hyderabad Openen három meccset nyerve az elődöntőben 4–6, 7–6(3), 6–2-re kikapott a későbbi győztes Nicole Pratt-től. Ez az elődöntő a top 50-be juttatta Bartolit. A Roland Garroson az első fordulóban búcsúzott, miután két szettben kikapott Szugijama Aitól. Wimbledonban először jutott el a 3. körig, de ott ismét Szugijama Ai állította őt meg. Párosban, Émilie Loit-val Wimbledonban a negyeddöntőig jutottak el.
Cincinnatiban eljutott az elődöntőig, miután megverte Marija Kirilenkót az első fordulóban, Mara Santangelót a másodikban, majd a negyeddöntőben Laura Granville-t két sima szettben. Az elődöntőtől azonban visszalépett, mivel egy vízhólyag keletkezett a jobb kezén, így nem állt ki az 1. kiemelt Lindsay Davenport ellen.
A US Open első körében felülmúlta a hazai Meghann Shaughnessyt, de a második fordulóban Vera Dusevina megverte őt. Az év hátralévő részében már nem ért el komolyabb sikert, a szezon végét a világranglista 41. helyén zárta.

### 2005
Aucklandben, az ASB Classicon kezdte az évet, és rögtön be is jutott az elődöntőbe, ahol Katarina Srebotniktól kapott ki 7–5, 2–6, 7–5, miután a második körben kiejtette Jill Craybast, majd a negyeddöntőben a verseny 2. kiemeltjét, Jelena Jankovićot is. Következő héten a Canberra Women's Classicon is kiválóan szerepelt, itt a negyeddöntőben búcsúzott Ana Ivanovićcsal szemben.
Bartoli ezután az Australian Openen próbálta meg lemásolni eddigi szereplését, ám a második kanyarban az orosz Szvetlana Kuznyecova legyőzte őt. Ezután folyamatos sérülések akadályozták meg a fejlődését. Az Australian Open és a Roland Garros között csupán hat tornán indult el, s kétszer az első fordulóban búcsúzott, kétszer pedig fel kellett adnia a mérkőzést sérülése miatt. A Roland Garroson mégis ő volt a 28. kiemelt, de ez sem segítette tovább az első körön, mert két szettben kikapott Sahar Peértől.
Az AEGON Internationalon a negyeddöntőig menetelt, de ott az orosz Vera Dusevina ellen 0–5-ös állásnál ismét kénytelen volt feladni a mérkőzést. Wimbledonban 29. kiemeltként lépett pályára, de a második kanyarban kiesett Jill Craybas ellen. Los Angelesben, az East West Bank Classicon az első körben megverte Maria Elena Camerint, majd a másodikban búcsúztatta Szun Tien-tient, de a harmadik fordulóban Jelena Gyementyjeva megállította a fiatal franciát. Egy héttel később, a Torontóban rendezett Rogers Cupon, az első körben Marija Kirilenko a második szettben feladta ellene a mérkőzést. A második fordulóban viszont 6–4, 7–6(5), 7–6(3)-ra kikapott Ana Ivanovićtól.
A US Openen az bejutott a 3. fordulóba, s Szánija Mirzától kapott ki. A Hansol Korea Openen a negyeddöntőig menetelt, de ott vereséget szenvedett a cseh Nicole Vaidišovától.
November elején a Bell Challenge-en az elődöntig jutott. Az első fordulóban búcsúztatta Sandra Klöselt 6–1, 6–2-vel, a második kanyarban a finn Emma Lainétt múlta felül, a negyeddöntőben megverte Shenay Perryt, de az elődöntőben kikapott Sofia Arvidssontól. Ezzel az eredménnyel a 40. helyre ugrott a világranglistán, és végül ezzel a helyezéssel is zárta a 2005-ös évet.

### 2006
Bartoli a 2006-os évet Aucklandban kezdte, az ASB Classicon. Az első két fordulóban megverte Émilie Loit-t és Laura Granville-t szetthátrányból, majd a negyeddöntőben búcsúztatta Julia Schruffot két sima szettben. Az elődöntőben a 8. kiemelt Nagyja Petrova a döntő szettben feladta ellene a meccset lábsérülés miatt, így Bartoli először győzött le egy top 10-es játékost. A döntőben Vera Zvonarjovát 6–2, 6–2-re verte meg, megnyerve ezzel karrierje első WTA-tornáját.
Ezt követően az Australian Open második körében Roberta Vinci verte meg őt három szettben, miután az első körben legyőzte Amy Fraziert. A Roland Garrosig tartó időszakban a legjobb eredménye a harmadik kör volt, amit Indian Wellsben, Miamiban és a Charlestonban ért el. Utóbbi versenyén, Catalina Castano ellen, az első szett hajrájában feladni kényszerült a mérkőzést. A hazai rendezésű Internationaux de Strasbourgon és a Roland Garroson egyaránt a második fordulóban búcsúzott, előbb Jelena Vesznyina, majd Jelena Janković vert meg őt.
A füves szezont az Birminghamben kezdte, ahol a negyeddöntőig jutott, de ott kikapott Meilen Tutól 6–4, 6–4-re. A következő héten Eastbourne-ben játszott, de itt az első fordulóban búcsúzott. Wimbledonban szintén a második körben esett ki (mint ahogy a Roland Garroson és az Australian Openen is), Karolina Šprem verte őt meg három szettben.
Cincinnatiben a negyeddöntőbe jutott, de végül kikapott Katarina Srebotniktól 6–2, 6–1-re. Ezután Stanfordban és San Diegóban is az első fordulóban búcsúzott, majd a Los Angeles-i East West Bank Classicon bejutott a harmadik fordulóba, ahol Marija Sarapovától kapott ki sima két szettben. A következő héten a Rogers Cupon vett részt, ahol szintén a harmadik fordulóban esett ki (Sahar Peér győzte őt le), miután a második körben a 12. kiemelt Flavia Pennettát búcsúztatta.
Szintén a harmadik körben esett ki New Havenben, ahol Samantha Stosurtól kapott ki két szettben. A US Openen két selejtezős ellenféllel kezdett, Olga Pucskova és Varvara Lepchenko személyében. A harmadik fordulóban Patty Schnyderrel játszott, és miután az első szettet megnyerte 6–0-ra, a másik kettőt elvesztette, így a versenytől is búcsúzott.
A Baliban rendezett Commonwealth Bank Tennis Classicon megtört a harmadik fordulós sorozat, és egészen a döntőig jutott el (az elődöntőben a 2. kiemelt Patty Schnydert győzte le két szettben, így visszavágott neki a US Openen elszenvedett vereség miatt). A döntőig szettveszteség nélkül jutott el, de nem sikerült diadalmaskodnia a világranglista 5. helyezettje és a torna 1. kiemeljte ellen, így Szvetlana Kuznyecova megnyerte a meccset 7–5, 6–2-re. A következő sikeres tornája a Hansol Korea Open volt. A versenyen az elődöntőig jutott el, ahol a későbbi győztestől, Eléni Danjilídutól kapott ki.
Októberben, az tokiói Rakuten Japan Open Tennis Championshipsen is győzni tudott, így megnyerte karrierje második WTA-tornáját. A döntőben Nakamurát Aikót verte meg 2–6, 6–2, 6–2-re. Ez volt a WTA Tour első olyan döntője, ahol mindkét játékos két kézzel ütötte meg a labdákat mindkét oldalról. Ezzel a győzelemmel Bartoli először jutott be a világranglista első 20 helyezettje közé. A utolsó tornáján is diadalmaskodni tudott, a Bell Challenge-en a döntőben Olga Pucskovát verte meg 6–0, 6–0-ra. Az évet a 17. helyen zárta.

### 2007
Az évet egy második fordulós vereséggel kezdte az ASB Classicon, majd egy első fordulós búcsúval a Medibank Internationalon. Ezután az Australian Openen sem ért el nagyobb sikert, Viktorija Azaranka a második körben ejtette ki a franciát.
A BNP Paribas Openen a második körben megverte Cvetana Pironkovát (az első fordulóban erőnyerő volt), majd a harmadik kanyarban búcsúztatta a 9. kiemelt Gyinara Szafinát, végül kikapott a 6. helyen kiemelt Nicole Vaidišovától 4–6, 6–3, 6–2-re.
A salakos szezont Estorilban, az Estoril Openen kezdte, ahol a negyeddöntőig jutott. Egy héttel később az ECM Prague Openen a negyeddöntőben Jarmila Groth-t verte 6–1, 6–4-re, az elődöntőben a hazai Klára Zakopalovát ütötte ki 6–3, 6–2-vel, de a döntőben alulmaradt Morigami Akikóval szemben 6–1, 6–3-ra. Érdekesség, hogy Bartolinak ez volt a második olyan tornája, ahol a döntőig menetelve még szettet sem vesztett, de a döntőben elbukott(az első 2006-ban a Commonwealth Bank Tennis Open volt, ahol a döntőben Szvetlana Kuznyecova verte őt meg).
A hazai rendezésű Internationaux de Strasbourgon Nicole Krizt, Tatjana Maleket és Jelena Vesznyinát verte meg, de az elődöntőben alulmaradt az 1. kiemelt Amélie Mauresmóval szemben. A Roland Garroson az első körben honfitársát, Aravane Rezaït győzte le két szettben, a második kanyarban Andrea Petkovićot múlta felül szetthátrányból. A harmadik fordulóban a 13. kiemelt Jelena Gyementyjevát verte meg 6–2, 6–4-re, de negyedik fordulóban kikapott a 4. kiemelt Jelena Jankovićtól két 6–1-es szettben. Bartolinak ez volt az első Grand Slam-tornája, ahol 4. körös volt.
A füves szezon kezdetén az AEGON Classicon a negyeddöntőben a 3. kiemelt Daniela Hantuchovát verte meg, az elődöntőben viszont kikapott Marija Sarapovától, a torna 1. számú kiemeltjétől. A következő héten, Birminghamben, az AEGON Internationalon ugyancsak az elődöntőig jutott el, a negyeddöntőben Jelena Gyementyjevát verte meg, majd kikapott az 1. kiemelt, világelső Justine Henintől.
A wimbledoni felvezető tornák tehát jól sikerültek Bartoli számára, és ez később, Londonban meg is látszott az eredményein. Tizennyolcadik kiemeltként az első fordulóban Flavia Pennettát verte két sima szettben, a második körben a selejtezős Volha Havarcovát búcsúztatta a versenytől, a harmadik fordulóban pedig a 16. kiemelt Sahar Peért ejtette ki 6–3, 6–2-vel. A negyedik fordulóban szetthátrányból fordította meg a mérkőzést Jelena Jankovićcsal szemben, így először jutott be egy Grand Slam-torna negyeddöntőjébe. A legjobb 8 között Michaëlla Krajiceket verte meg, az elődöntőben pedig nagy meglepetésre legyőzte a címvédő és világelső Justine Henint, 1–6, 7–5, 6–1-re. Bartoli állítása szerint Henin ellen azért tudta megfordítani a mérkőzést, mert látta Pierce Brosnant a királyi páholyban, és kedvenc színésze előtt jól akart játszani. A döntőben már nem sikerült megismételni a bravúrt, 6–4, 6–1-gyel alulmaradt Venus Williamsszel szemben. Ezzel az eredménnyel Bartoli a világranglista 11. helyére jutott el.
A US Opent felvezető kemény pályás tornák kevésbé sikerültek jól, a legjobb eredménye egy-egy negyeddöntő volt Torontóban és New Havenben. A US Openen az első körben két szettben múlta felül a szabadkártyás Alexa Glatchet, a második kanyarban pedig Sara Erranit verte két játszmában. A harmadik körben a 20. kiemelt Lucie Šafářovát győzte le három szettben, végül Serena Williamstől kapott ki 6–3, 6–4-re.
A BGL Luxembourg Openen az elődöntőbe jutott, ahol Daniela Hantuchovától kapott ki. A torna folyamán megverte Alona Bondarenkót, Sybille Bammert és az 1. kiemelt Anna Csakvetadzét. A Zürich Openen megverte Peng Suajt, Michaëlla Krajiceket, végül a negyeddöntőben 4–5-nél, térdsérülésre hivatkozva feladta a mérkőzést a későbbi döntős Tatiana Golovinnal szemben. A Generali Ladies Linzen a második körben megverte a hazai pályán játszó Tamira Paszeket, a negyeddöntőben kiejtette Julija Vakulenkót, végül a 6. kiemelt Patty Schnydertől kapott ki az elődöntőben.
Bartoli a WTA Tour Championshipsre nem kvalifikálta magát, de Serena Williams az Anna Csakvetadze elleni meccsen megsérült, és a mérkőzés után lépett vissza a tornától. Serena Williams helyét átvéve a fehér csoportban kapott helyet, ahol előbb kikapott Justine Henintől 6–0, 6–0-ra, majd Jelena Jankovićot győzte le, miután a szerb játékos 6–1, 1–0-nál feladta a mérkőzést.
Az évet a világranglista 10. helyén zárta, így először került be a világranglistán a top 10-be.

### 2008
Bartoli az évet egy második fordulós búcsúval kezdte a Medibank Internationalon, Sydneyben. Azután az Australian Openen az első fordulóban búcsúzott, a svéd Sofia Arvidssonnal szemben. Bartoli 6–7(3), 6–4, 6–3-ra vesztette el a meccset, pedig a második és harmadik játszmában is break-előnnyel vezetett.
A hazai Open GDF Suezen az első körben megverte Dominika Cibulkovát, majd felülmúlta honfitársát, Virginie Razzano, de kikapott a torna 1. kiemelt, Anna Csakvetadzétól, aki a döntőben diadalmaskodni tudott Szávay Ági felett. Dohában a Qatar Tennis Openen és Dubajban a Dubai Tennis Championshipsen is első körös búcsúval folytatta az évet, először Caroline Wozniackitól kapott ki, utána Francesca Schiavone búcsúztatta. Amerikában, a BNP Paribas Openen a negyedik körig jutott, miután két sima szettben kiejtette Jelena Vesznyinát és Angelique Kerbert, majd ugyanilyen arányban búcsúzott a 24. kiemelt, Lindsay Davenporttal szemben. Az utána következő Sony Ericsson Openen sem ért el kiemelkedő sikereket, az első fordulóban kikapott Caroline Wozniackitól 6–3, 6–1-re.
A salakszezon kezdetén a Bausch & Lomb Championshipsen szettelőnyből elvesztette az első meccsét Volha Havarcovával szemben, de a következő versenyén sem volt sikeres, hiszen a második körben búcsúzott a Family Circle Cuptól, miután Zvonareva megverte őt a harmadik fordulóban. A Qatar Telecom German Openen az első körben kiemelt lévén nem lépett pályára, a második körben pedig sima két szettben múlta felül Lucie Šafářovát, majd kikapott Szávay Ágnestől.
A Internazionali BNL d'Italian 8. kiemeltként ismét nem lépett pályára az első fordulóban. Második körös ellenfele honfitársa, Virginie Razzano volt, akit 6–4, 7–5-re győzött le. Patty Schnydertől kikapott a következő körben, miután a döntőszettben 4–1-re vezetett, és a tie-brakeben is volt mérkőzéslabdája. 6–1, 1–0-s állásnál a strasbourgi Internationaux de Strasbourgon fel kellett adnia a meccset Peng Suajjal szemben, csuklósérülése miatt. Sérülése a Roland Garrosig nem javult, így sérülten az első fordulóban esett ki.
1. kiemeltként az AEGON Classicon az első fordulóban óriási meglepetésre búcsúzott a cseh Petra Cetkovská ellen, akit szettelőnyből nem tudott megverni. Az AEGON Internationalon tovább menetelt, egészen az elődöntőig, ahol Agnieszka Radwanska, a torna 4. kiemeltje és későbbi győztese verte őt meg 7–5, 6–3-ra.
Tavalyi óriási sikerét nem tudta megismételni Wimbledonban és a 3. körben kiesett a tornáról, miután Bethanie Mattek két szettben felülmúlta a franciát. Igaz, Bartoli az utolsó meccsén vállsérülést szenvedett, és emiatt nem tudott teljes erővel játszani. 2007-es wimbledoni döntője óta először 2008 júliusában játszott újra finálét, a Bank of the West Classicon. A tornán megverte Akgul Amanmuradovát, Anna Keothavongot, az 1. kiemelt Anna Csakvetadzét és Szugijama Ait, de a döntőben kikapott Aleksandra Wozniaktól 7–5, 6–3-ra.
A Rogers Cupon ismét nagyot menetelt, miután megverte Melanie Southot, a 6. kiemelt Anna Csakvetadzét és Szugijama Ait, de az elődöntőben kikapott Dominika Cibulkovától 4–6, 6–4, 6–3-ra. Cincinnatiben az 1. kiemelt volt, de az első körben 7–6, 2–2-nél Jamea Jackson ellen fel kellett adnia a mérkőzést hasi sérülése miatt. A Pilot Pen Tennisen Cvetana Pironkovát verte a második körben, de az negyeddöntőben kikapott a későbbi bajnok Caroline Wozniackitól.
A US Openen a 4. körig jutott el, miután a 3. kanyarban búcsúzttatta hazai pályán játszó 23. kiemelt Lindsay Davenportot, de egy körrel később kikapott a 29. kiemelt Sybille Bammertől 7–6, 0–6, 6–4-re. A Toray Pan Pacific Openen megverte Marija Kirilenkót, de kikapott a 6. kiemelt Agnieszka Radwanskától 6–2, 6–3-ra. Két héttel később a Porsche Tennis Grand Prix-n megverte Dominika Cibulkovát az első fordulóban, majd a saját születésnapján, október 2-án kikapott Vera Zvonarevától 6–2, 6–0-ra. A Zürich Openen legyőzte Szávay Ágnest, de egy körrel később kikapott Ana Ivanovićtól.
Utoljára az évben a Generali Ladies Linzen lépett pályára 6. kiemeltként megverte Szugijama Ait, Petra Kvitovát és Alona Bondarenkót (mindhárom meccsen óriási háromjátszmás csatában tudott továbblépni Bartoli), de az elődöntőben egy sima 6–0, 6–1-es vereséggel zárta az évet Vera Zvonareva ellen.

### 2009
Brisbaneben, a Brisbane Internationalon rögtön az év elején döntőbe jutott, miután az elődöntőben az 5. kiemelt honfitársa, Amélie Mauresmo feladta a küzdelmet sérülése miatt. A döntőt Viktorija Azarenkával szemben elbukta 6–3, 6–1-re. 16. kiemeltként az Australian Openen az első fordulóban Melanie Southot verte 6–2, 6–4-re, a második kanyarban legyőzte Cvetana Pironkovát két játszmában, a harmadik körben Lucie Šafářovát búcsúztatta, a negyedik fordulóban pedig az első kiemelt Jelena Jankovićot ejtette ki 6–1, 6–4-gyel. A végállomást Vera Zvonareva jelentette Bartoli számára a negyeddöntőben (a meccs végeredménye 6–3, 6–0 lett).
A Dubajban megrendezésre kerülő Dubai Duty Free Tennis Championshipsen 11. kiemeltként az első fordulóban Szugijama Ait győzte le, majd búcsúztatta Francesca Schiavonet, végül a harmadik fordulóban ismét Vera Zvonarjova jelentette a végső összecsapást Bartoli számára. Igaz, a mérkőzés 5–2-ig tartott csak, mert ennél az állásnál Bartoli feladta a meccset. A Monterrey Openen a döntőbe jutott, miután megverte Michaella Krajiceket, Magdaléna Rybárikovát, Vania Kinget és Csie Csenget, végül a fináléban a második kínai ellenfelét, Li Nát legyőzve 2009-ben először maradt veretlen.
A BNP Paribas Openen és a Sony Ericsson Openen csalódáskeltő, második körös (kiemelt lévén számára az első meccs volt a tornán) búcsút szenvedett mindkét versenyen. Az elsőn Sahar Peér verte őt meg, az utóbbin Nasztasszja Jakimava bizonyult jobbnak. Az MPS Group Championshipsre későn jelentkezett, így nem kaphatott szabad–kártyát, csak a selejtezőben kapott helyet. Onnan továbbkerülve a nálánál hátrébb álló, de 8. kiemelt Bethanie Mattek verte őt meg az első fordulóban. A következő versenyén, a Charlestoni Family Circle Cupon a 6. kiemelt volt. Az első körben nem lépett pályára, a másodikban Anastasija Sevastovát győzte le, a harmadikban Melanie Oudint múlta felül. A negyeddöntőben Czink Melindát búcsúztatta 6–4, 6–1-gyel, de kikapott az elődöntőben a későbbi bajnok Sabine Lisickitől 6–3, 6–1-re.
Németországban, a stuttgarti Porsche Tennis Grand Prix-n először a selejtezős Karolina Špremet győzte le 6–3, 2–6, 6–1-re, majd a 7. kiemelt Caroline Wozniackit is legyőzte 7–6(6), 6–4-re, de a negyeddöntőben kikapott Jelena Gyementyjevától 6–2, 4–6, 6–3-as arányban. 6–0, 7–6-tal kezdett az Internazionali BNL d'Italian Peng Suajjal, majd a második fordulóban kikapott a későbbi győztes Maria Jose Martinez Sancheztől 6–1, 7–5-re. A Madrid Mastersen egy szoros meccsen az első fordulóban esett ki, majd a Roland Garroson sem javított sokat ezen az eredményen. Az első fordulóban legyőzte Pauline Parmentiert, de kikapott Tathiana Garbintól a másodikban.
A Roland Garros és Wimbledon között egy tornán vett részt, és azon is az elődöntőben kellett feladnia a mérkőzést Virginie Razzanóval szemben. 12. kiemeltként Wimbledonban az első körben 6–0, 6–0-ra legyőzte Csan Jung-jant, a másodikban Bacsinszky Tímeát verte meg 7–5, 6–1-re. Francesca Schiavone jelentette ebben az évben a végállomást Bartoli számára a harmadik körben. 8. kiemeltként vett rész a Bank of the West Classicon, ahol legyőzte Morita Ajumit, Melanie Oudint, a 4. kiemelt Jelena Jankovićot (a második szettben 2 meccslabdát hárítva) és Samantha Stosurt, végül a döntőben Venus Williamset megverve 6–2, 5–7, 6–4-es arányban, megszerezte az évben második tornagyőzelmét, és 5. tornagyőzelmét pályafutása során.
A US Openig nem sok tornán indult, de azokon sem nyújtott jó teljesítményt, az első körben búcsúzott Cincinnatiben és a Rogers Cupon, majd a harmadik fordulóban esett ki a New Havenben. A US Openen a második körben kapott ki a későbbi győztes Kim Clijsterstől, miután az első körben legyőzte Rossana de los Ríost. A Toray Pan Pacific Openen eljutott a negyeddöntőig, de kikapott Jelena Jankovićtól, majd egy héttel később Magdaléna Rybáriková, Alisza Klejbanova, Csang Suaj és Vera Zvonarjova legyőzés után kikapott a 12. kiemelt Agnieszka Radwanskától a China Open elődöntőjében.
Második kiemelt volt a HP Openen, de a negyeddöntőben feladta a mérkőzést az indiai Szánija Mirzával szemben 6–4, 2–0-s aránynál. Az év végi Commonwealth Bank Tournament of Championson, Baliban a negyeddöntőben Sahar Peért és Magdaléna Rybárikovát győzte le két játszmában, amivel bejutott az elődöntőbe. A finálé előtt Krumm Date Kimikót verte meg 6–1, 6–3-ra, majd a döntőben Aravane Rezaï-al meccselt. Bartoli az első szettet 7–5-re elbukta, és ezek után a meccset is feladta sérülése hivatkozva.

### 2010
A 2010-es évet felvezető tornák nélkül, rögtön az Australian Openen kezdte, ahol megverte Rossana de los Ríost és Sandra Záhlavová két szettben, de kikapott a harmadik fordulóban a kínai Cseng Csiétől 5–7, 6–3, 6–0-ra. Tizenegyedik kiemelt volt a Dubai Tennis Championshipsen, ahol legyőzte a selejtezős Jekatyerina Makarovát 6–2, 6–0-ra, ezután búcsúztatta Alexandra Dulgherut 6–2, 6–1-gyel. A legjobb 8 között kikapott a 8. kiemelt Li Na 3–6, 7–5, 6–0-ra.
A BNP Paribas Openen szintén tizenegyedikként volt kiemelve, és az első két fordulóban legyőzte Polona Hercogot és Jill Craybast két sima játszmában, majd kikapott a következő körben a 12. kiemelt Agnieszka Radwanskától 6–3, 6–2-re. A következő amerikai kemény pályás versenyen, a Sony Ericsson Openen nagyobb sikert ért el. Megverte Magdaléna Rybárikovát, Gisela Dulkót, az 1. kiemelt Szvetlana Kuznyecovát, a 12. kiemelt Yanina Wickmayert, de az elődöntőben kikapott a 3. kiemelt Venus Williamstől 6–3, 6–4-re. A Wickmayer elleni meccsen Bartoli a második szettben break–hátrányban volt, és 3 egymást követő szettladbát is hárított.
A salakpályás szezonja korántsem úgy sikerült, ahogy ő ezt eltervezte. Első körös búcsú a Family Circle Cupon, a Porsche Tennis Grand Prix-n és a Polsat Warsaw Openen, és a Madrid Mastersen a második körben esett ki. A hazai Roland Garrosra összeszedte magát, és megpróbált sikereket elérni. 12. kiemeltként vett részt a tornán, ahol legyőzte Maria Elena Camerint és Olivia Sanchezt, de kikapott a 18. kiemelt Sahar Peértől két sima szettben a 3. fordulóban.
Wimbledon előtt részt vett az AEGON Internationalon, ahol legyőzte Vera Dusevinát, Szávay Ágnest és Maria Jose Martinez Sanchezt, mielőtt elvérzett az elődöntőben. A finálé előkapujában Viktorija Azarenka verte őt meg 6–3, 7–5-re. Ez volt Bartolinak sorozatban a 4. éve, hogy elődöntős volt az easbourne-i tornán. Wimbledonban kemény ellenféllel kezdett a német Julia Görges személyében, akit 6–4, 6–3-ra meg tudott verni az első fordulóban. A második kanyarban a horvát Petra Martićot kapta ellenfeléül, de Bartoli játék nélkül lépett a harmadik fordulóba (Martić visszalépett a tornától). A harmadik meccsét 6–3, 6–4-re megnyerte Arn Grétával szemben, de a negyedik fordulóban kikapott a későbbi elődöntős Cvetana Pironkovától 6–4, 6–4-re.
Ezek után mindig a negyeddöntőkig menetelt a tornákon (a Mercury Insurance Opent kivéve, ott a második fordulóban ejtette őt ki Daniela Hantuchová). A Bank of the West Classicon és a Rogers Cupon Viktorija Azarenka búcsúztatta őt a legjobb nyolc között, Cincinnatiben pedig Marija Sarapovától kapott ki az elődöntőbe jutásért játszott meccsen. A Pilot Pen Tennisen Jelena Gyementyjeva állította őt meg a negyeddöntőben 6–3, 3–6, 6–2-vel.
A US Openen megverte Gallovits Edinát 6–3, 6–2-re, de kikapott a szabad kártyával induló honfitásra, Virginie Razzanótól 7–5, 6–4-es arányban. Az ezután következő két tornáján (a Bell Challengen és a Toray Pan Pacific Openen) a legjobb 8 között búcsúzott, ezek után pedig egy első körös búcsú következett a China Openen. Az év utolsó versenyén, a HP Openen az elődöntőig menetelt, de kikapott a későbbi győztes Tamarine Tanasugarntól 6–2, 7–5-re.

### 2011
Az előző évtől eltérően a Brisbane Internationalon és a Moorilla Hobart Internationalon is részt vett, de az elődöntőben, illetve a negyeddöntőben búcsúzott a versenyektől. Ezt követte az Australian Open, ahol 6–0, 6–0-ra legyőzte Tathiana Garbint az első fordulóban, viszont kikapott Veszna Manaszijevától a másodikban.
A Dubai Duty Free Tennis Championshipsen Date Kimiko és Bacsinszky Tímea legyőzése után a harmadik fordulóban a 8. kiemelt Agnieszka Radwańska 6–3, 6–2-vel búcsúztatta a franciát. A Qatar Ladies Openen Alisza Klejbanovát verte meg az első fordulóban 7–5, 6–2-re, a második körben kiejtette a 8. kiemelt Sahar Peért, a negyeddöntőben 6–2, 6–2-es arányban búcsúztatta Peng Suajt, végül Caroline Wozniackitól kapott ki az elődöntőben. A Malaysian Openen Maria Elena Camerin és Jekatyerina Ivanova könnyed kétszettes legyőzése után az 5. kiemelt Lucie Šafářová búcsúztatta Bartolit a negyeddöntőben.
15. kiemeltként vett részt a BNP Paribas Openen, ahol a második fordulóban kiejtette a selejtezős Monica Niculescut, majd a harmadik kanyarban búcsúztatta Andrea Petkovićot 6–4, 6–2-vel. A 2. kiemelt Kim Clijsters 6–3, 1–3-as állásnál vállsérülése miatt visszalépett a mérkőzéstől, így Bartoli a negyeddöntőbe jutott. A 19. kiemelt Ana Ivanovićot 6–4, 7–6(4)-ra verte meg, később az elődöntőben is diadalmaskodni tudott a 23. kiemelt Yanina Wickmayer felett. A döntőben kikapott a világelső Caroline Wozniackitól 6–1, 2–6, 6–3-ra. A Sony Ericsson Openen a 4. fordulóban búcsúzott a 3. kiemelt Vera Zvonarjova ellen.
A Family Circle Cupon, a Barcelona Ladies Openen (itt 1. kiemelt volt), a Mutua Madrilena Madrid Openen és a Internazionali BNL d'Italian a legjobb 16 között esett ki, a stuttgarti Porsche Tennis Grand Prix-n pedig a legjobb 8 között búcsúztatta őt a hazai Kristina Barrois. A Roland Garros előtt egy héttel a Internationaux de Strasbourgon 1. kiemelt volt. Megverte Krumm Date Kimikót az első körben, a 8. kiemelt Lucie Hradeckát a negyeddöntőben, majd a 7. kiemelt Anabel Medina Garriguest az elődöntőben (a második körben Elena Baltacha visszalépett a mérkőzéstől). A döntőben Andrea Petković győzedelmeskedett, miután 6–4, 1–0-s hátrányban Bartoli feladta a mérkőzést combsérülése miatt.
A Roland Garroson 1–6, 6–2, 6–1-es győzelemmel kezdett a grúz Ana Tatisvili ellen, majd 4–6, 7–6(1), 6–2-es arányban legyőzte Volha Havarcovát. A harmadik kanyarban a 17. kiemelt Julia Görgest búcsúztatta 3–6, 6–2, 6–4-gyel. Ezt követte egy 7–5, 1–0-s negyedik forduló Gisela Dulko ellen, aki visszalépett lábsérülése miatt. Bartoli tehát a második héten is állva maradt a hazai rendezésű Grand Slamen-tornán. A negyeddöntőben Szvetlana Kuznyecovát múlta felül, de az elődöntőben alulmaradt a címvédő Francesca Schiavoneval szemben.
Az AEGON Internationalon, első füves pályás meccsén az évben, legyőzte Lucie Šafářovát 6–3, 3–6, 7–6(7)-os arányban, majd folytatta a menetelést María José Martínez Sánchez és a 3. kiemelt Viktorija Azaranka búcsúztatásával. Az elődöntőt és a döntőt egy napon rendezték az esőszünet miatt, így néhány órán belül legyőzte Samantha Stosurt 6–3, 6–1-re, majd a döntőben Petra Kvitovát is 6–1, 4–6, 7–5-re.
Wimbledonban 9. kiemeltként az első fordulóban 6–0, 6–2-es győzelemmel kezdett, majd a második kanyarban Lourdes Dominguez Linót verte meg szetthátrányból fordítva. A harmadik körben a 21. kiemelt Flavia Pennettát búcsúztatta 5–7, 6–4, 9–7-tel, egy fordulóval később pedig a címvédő és 7. kiemelt Serena Williamset győzte le 6–3, 7–6(6)-ra. Serena Williams egy évet kihagyva a wimbledoni torna előtt tért vissza sérüléséből és súlyos betegségéből. Ezután következett a negyeddöntő, ahol kikapott Sabine Lisickitől 4–6, 7–6(5), 1–6-ra. A mérkőzést a fedett center pályán játszották, miközben London felett óriási vihar tombolt.
A Bank of the West Classicon Bartoli úgy jutott el a döntőig, hogy egy meccset kellett csak végigjátszania. Az első körben erőnyerő volt, a második körben Rebecca Marinót verte 6–4, 6–3-ra, majd a negyeddöntőben Morita Ajumi az első szett elvesztése után feladta a mérkőzést. Az elődöntőben Dominika Cibulková ellen játszott volna, ha a szlovák a meccs előtt nem lépett volna vissza a tornától sérülés miatt. A döntőben Serena Williamsszel játszott, ahol az első szettben kétszer is brékelőnyben volt, de végül elvesztette 7–5-re. A második szettet viszont nagyon simán, 6–1-re bukta el, így nem sikerült diadalmaskodnia.
A Rogers Cupon nagy meglepetésre már az első körben kikapott a selejtezős Galina Voszkobojevától, aki élete eddigi legjobb tornáját játszotta. Cincinnatiban 8. kiemelt volt, így erőnyerő volt az első fordulóban. A másodikban megverte Aljona Bondarenkót 6–1, 6–2-re, de a harmadik fordulóban Daniela Hantuchovától vereséget szenvedett.
New Havenben a negyeddöntőben, a későbbi döntős Petra Cetkovskától kapott ki 7–5, 7–5-re. A US Openen 8. kiemelt volt. Az első fordulóban legyőzte a selejtezős Alekszandra Panovát 7–5, 6–3-ra, majd a második körben váratlanul kikapott 7–6(2), 6–2-re az amerikai Christina McHale-től. Szöulban 2. kiemelt volt, de a második körben vereséget szenvedett Vania Kingtől. 7. kiemelésének köszönhetően Tokióban erőnyerő volt az első fordulóban. A második körben Morita Ajumit győzte le 6–3, 0–6, 6–3-ra, a harmadik kanyarban pedig a 10. kiemelt Peng Suajt ejtette ki a versenyből. A 3. helyen rangsorolt Viktorija Azarankától kapott ki 7–5, 6–0-ra a negyeddöntőben.
Pekingben 8. kiemelt volt. Az első körben megverte Iveta Benešovát 3–6, 6–4, 7–5-re, majd a második fordulóban Christina McHale-t is búcsúztatta. A harmadik körben a 9. helyen rangsorolt, későbbi döntős, Andrea Petkovićtól kapott ki 4–6, 6–4, 7–5-re. Oszakában ezt követően megverte Czink Melindát 6–2, 6–2-re, Vania Kinget 6–1, 6–2-re, Morita Ajumit 6–2, 6–1-re, Angelique Kerbert 6–1, 7–6(5)-ra, és a fináléban Samantha Stosurt 6–3, 6–1-re, így további esélye maradt az év végi világbajnokságra.
Harmadik kiemeltként indult el Moszkvában, s mindenképp meg kellett volna nyernie a tornát ahhoz, elindulhasson a világbajnokságon. Az első körben erőnyerő volt, a másodikban pedig Kszenyija Pervakot verte meg 6–1, 6–1-re, így életben maradtak az esélyek. Jelena Vesznyina ellen azonban ki sem állt a negyeddöntőben, betegség miatt visszalépett a tornától, így Agnieszka Radwanska jutott ki a WTA Tour Championshipsre. Első számú tartalékként mindenesetre ott volt a helyszínen, Isztambulban, s mivel Marija Sarapova két meccs után bokasérülése miatt visszalépett a versenytől, Bartoli a helyébe léphetett. Egyetlen mérkőzését Viktorija Azaranka ellen játszotta, akit 5–7, 6–4, 6–4-re legyőzött.
Balin, a bajnokok tornáján első kiemelt volt, de az első körben 6–4, 6–7(7), 0–1-es állásnál Anabel Medina Garrigues ellen sérülése miatt visszalépett a tornától, pedig a második szettben meccslabdája is volt.

### 2012
Az évet Sydney-ben kezdte, ahol 8. kiemelt volt. Az első fordulóban legyőzte Polona Hercogot 6–3, 6–3-ra, a másodikban pedig Jelena Dokićot múlta felül 6–0, 6–3-mal. A negyeddöntőben a későbbi bajnok Viktorija Azaranka ellen veszítette el 7–5, 6–4-re a mérkőzést. Az Australian Openen 9. kiemelt volt. Az első fordulóban kiejtette honfitársát, Virginie Razzanót 7–5, 6–0-ra. A másodikban két héten belül másodszor csapott össze Jelena Dokićcsal, és az összecsapást most is Bartoli nyerte 6–3, 6–2-re. A harmadik körben kikapott Cseng Csiétől 6–3, 6–3-ra.
Második kiemelésének köszönhetően Párizsban erőnyerő volt az első fordulóban. A másodikban megverte Petra Martićot 7–5, 6–1-re. A negyeddöntőben a 7. kiemelt Roberta Vincit győzte le 4–6, 6–4, 7–6(2)-re, úgy, hogy Vinci a második szettben 4–1-re, a harmadik játszmában pedig 5–2-re is vezetett. Az elődöntőben kiejtette Klára Zakopalovát 7–6(3), 6–0-lal, de az első szettben 5–2-nél hárítania kellett két szettpontot is. A döntőben viszont kikapott a 9. kiemelt Angelique Kerbertől, akinek ez volt élete első tornagyőzelme. A döntő végeredménye 6–7(3), 7–5, 3–6 lett, ez 2 óra 39 perc alatt dőlt el. Dohában 5. kiemelt volt, de az első fordulóban erőnyerő volt. A második körben kiejtette Anabel Medina Garriguest 6–2, 6–0-lal, a harmadikban pedig Cvetana Pironkovát verte meg 6–3, 6–3-ra. A negyeddöntőben búcsúztatta Lucie Šafářovát 7–5, 4–6, 6–1-gyel, de az elődöntőben a 3. kiemelt Samantha Stosur elleni 6–3-ra elvesztett első szett után vádlisérülése miatt feladta a meccset.
Sérülése kitartott következő tornájára, Dubajra, ahol 6. kiemeltként rögtön az első fordulóban búcsúzott Peng Suajjal szemben. A két kemény pályás amerikai tornán egészen jól szerepelt. Indian Wellsben 7. kiemeltként erőnyerő volt az első fordulóban, a másodikban pedig Varvara Lepchenkót verte meg három játszmában. A harmadik körben Chanelle Scheeperst búcsúztatta 6–2, 6–0-lal. A negyedik fordulóban legyőzte Lucie Šafářovát 6–1, 6–4-re, mielőtt őt kiejtette volna a 15. kiemelt Ana Ivanović. Miamiban is magasan volt kiemelve, így itt sem kellett játszania az első fordulóban. A másodikban búcsúztatta Polona Hercogot, szetthátrányból megfordítva 5–7, 6–2, 6–1-re. A harmadik körben 6–4, 7–6(6)-os arányban ejtette ki Simona Halepet, majd a 22. kiemelt Marija Kirilenkót is megverte 6–1, 6–2-re. A negyeddöntőben sikerült megvernie a világranglista-vezető Viktorija Azarankát 6–3, 6–3-mal, így Bartoli volt az első ebben a szezonban, aki meg tudta verni Azarankát, megszakítva a 26-0-s veretlenségi sorozatát. Ezzel a győzelemmel Bartolinak harmadszor is sikerült aktuális világelsőt legyőznie, miután 2007-ben Wimbledonban legyőzte Justine Henin-t és 2009-ben az Ausztrál Openen megverte Jelena Jankovićot.
A világelső legyőzése után, salakon nagyon gyenge teljesítményt nyújtott. Charestonban a harmadik körig jutott, ahol Polona Hercog búcsúztatta őt, és ez volt a legjobb eredménye. A többi tornán vagy a második körig jutott el (Stuttgart, Róma, Brüsszel), vagy már rögtön az első körben kikapott (Madrid). Így egészen gyenge mutatója lett salakon, mindössze két mérkőzést tudott nyerni, ami mellett öt vereséget könyvelhetett el. A Roland Garroson sem tudta megismételni előző évi elődöntős szereplését, mivel a második körben 6–2, 3–6, 6–3-ra kikapott Petra Martićtól.

## Junior Grand Slam-döntői

### Egyéni

#### Győzelmei (1)
| Év   | Bajnokság | Ellenfél a döntőben  | Döntő eredménye |
| 2001 | US Open   | Szvetlana Kuznyecova | 4–6, 6–3, 6–4   |

## Grand Slam-döntői

### Egyéni

#### Győzelmei (1)
| Év   | Bajnokság | Ellenfél a döntőben | Döntő eredménye |
| 2013 | Wimbledon | Sabine Lisicki      | 6–1, 6–4        |

#### Elveszített döntő (1)
| Év   | Bajnokság | Ellenfél a döntőben | Döntő eredménye |
| 2007 | Wimbledon | Venus Williams      | 4–6, 1–6        |

## WTA-döntői

### Egyéni

#### Győzelmei (8)
| Összesítés           |                        |
| Grand Slam-torna (1) |                        |
| Tier I (0)           | Premier Mandatory* (0) |
| Tier II (0)          | Premier Five* (0)      |
| Tier III (2)         | Premier* (2)           |
| Tier IV (1)          | International* (2)     |
| Tier V (0)           | Challenger* (0)        |

* 2009-től megváltozott a tornák rendszere. Challenger tornákat 2012-től rendeznek.
 Az egymás mellett azonos színnel jelölt tornatípusok között nincs teljes mértékű megfelelés.
| No. | Dátum              | Helyszín                                       | Borítás | Ellenfél a döntőben | Eredmény a döntőben |
| 1.  | 2006. január 7.    | ASB Classic, Auckland                          | Kemény  | Vera Zvonarjova     | 6–2, 6–2            |
| 2.  | 2006. október 8.   | Rakuten Japan Open Tennis Championships, Tokió | Kemény  | Nakamura Aiko       | 2–6, 6–2, 6–2       |
| 3.  | 2006. november 5.  | Bell Challenge, Québec                         | Kemény  | Olga Pucskova       | 6–0, 6–0            |
| 4.  | 2009. március 8.   | Monterrey Open, Monterrey                      | Kemény  | Li Na               | 6–4, 6–3            |
| 5.  | 2009. augusztus 2. | Bank of the West Classic, Stanford             | Kemény  | Venus Williams      | 6–2, 5–7, 6–4       |
| 6.  | 2011. június 18.   | AEGON International, Eastbourne                | Fű      | Petra Kvitová       | 6–1, 4–6, 7–5       |
| 7.  | 2011. október 16.  | HP Open, Oszaka                                | Kemény  | Samantha Stosur     | 6–3, 6–1            |
| 8.  | 2013. július 6.    | Wimbledon, London                              | Fű      | Sabine Lisicki      | 6–4, 6–1            |

#### Elvesztett döntői (11)
| No. | Dátum                | Helyszín                                        | Borítás    | Ellenfél a döntőben  | Eredmény a döntőben | Eredmény a döntőben |
| 1.  | 2006. szeptember 17. | Wismilak International, Bali                    | Kemény     | Szvetlana Kuznyecova | 5–7, 2–6            |                     |
| 2.  | 2007. május 13.      | ECM Prague Open, Prága                          | Salak      | Morigami Akiko       | 1–6, 3–6            |                     |
| 3.  | 2007. július 7.      | Wimbledon, London                               | Fű         | Venus Williams       | 4–6, 1–6            | (részletek)         |
| 4.  | 2008. július 20.     | Bank of the West Classic, Stanford              | Kemény     | Aleksandra Wozniak   | 5–7, 3–6            |                     |
| 5.  | 2009. január 11.     | Brisbane International, Brisbane                | Kemény     | Viktorija Azaranka   | 3–6, 1–6            |                     |
| 6.  | 2009. november 8.    | Commonwealth Bank Tournament of Champions, Bali | Kemény     | Aravane Rezaï        | 5–7 feladta         |                     |
| 7.  | 2011. március 20.    | BNP Paribas Open, Indian Wells                  | Kemény     | Caroline Wozniacki   | 1–6, 6–2, 3–6       |                     |
| 8.  | 2011. május 21.      | Internationaux de Strasbourg, Strasbourg        | Salak      | Andrea Petković      | 4–6, 0–1 feladta    |                     |
| 9.  | 2011. július 31.     | Bank of the West Classic, Stanford              | Kemény     | Serena Williams      | 5–7, 1–6            |                     |
| 10. | 2012. február 12.    | Open GDF Suez, Párizs                           | Kemény (f) | Angelique Kerber     | 6–7(3), 7–5, 3–6    | (részletek)         |
| 11. | 2012. július 22.     | Mercury Insurance Open, Carlsbad                | Kemény     | Dominika Cibulková   | 1–6, 5–7            | (részletek)         |

### Páros

#### Győzelmei (3)
| Összesítés           |                        |
| Grand Slam-torna (0) |                        |
| Tier I (0)           | Premier Mandatory* (0) |
| Tier II (0)          | Premier Five* (0)      |
| Tier III (0)         | Premier* (0)           |
| Tier IV (2)          | International* (0)     |
| Tier V (1)           | Challenger* (0)        |

* 2009-től megváltozott a tornák rendszere. Challenger tornákat 2012-től rendeznek.
 Az egymás mellett azonos színnel jelölt tornatípusok között nincs teljes mértékű megfelelés.
|    | Dátum             | Torna                                                   | Borítás | Partner             | Ellenfél a döntőben               | Eredmény a döntőben |
| 1. | 2004. április 11. | Grand Prix de SAR La Princesse Lalla Meryem, Casablanca | Salak   | Émilie Loit         | Els Callens Katarina Srebotnik    | 6–4, 6–2            |
| 2. | 2005. február 6.  | Volvo Women’s Open, Pattaja                             | Kemény  | Anna-Lena Grönefeld | Marta Domachowska Silvija Talaja  | 6–3, 6–2            |
| 3. | 2006. május 14.   | ECM Prague Open, Prága                                  | Salak   | Sahar Peér          | Ashley Harkleroad Bethanie Mattek | 6–4, 6–4            |

#### Elvesztett döntői (4)
|    | Dátum             | Torna                          | Borítás    | Partner               | Ellenfél a döntőben                           | Eredmény a döntőben |
| 1. | 2003. február 9.  | Open Gaz de France, Párizs     | Kemény (f) | Stephanie Cohen-Aloro | Barbara Schett Patty Schnyder                 | 6–2, 2–6, 6–7(5)    |
| 2. | 2003. október 26. | Generali Ladies Linz, Linz     | Kemény (f) | Silvia Farina Elia    | Liezel Huber Szugijama Ai                     | 1–6, 6–7(6)         |
| 3. | 2004. október 17. | Tashkent Open, Taskent         | Kemény     | Mara Santangelo       | Adriana Serra Zanetti Antonella Serra Zanetti | 6–1, 3–6, 4–6       |
| 4. | 2007. január 13.  | Medibank International, Sydney | Kemény     | Meilen Tu             | Anna-Lena Grönefeld Meghann Shaughnessy       | 3–6, 6–3, 6–7(2)    |

## Eredményei Grand-Slam tornákon

### Egyéniben
| Grand Slam | Australian Open | Australian Open      | Roland Garros | Roland Garros       | Wimbledon   | Wimbledon           | US Open     | US Open            |
| Év         | Eredmény        | Utolsó ellenfél      | Eredmény      | Utolsó ellenfél     | Eredmény    | Utolsó ellenfél     | Eredmény    | Utolsó ellenfél    |
| 2002       | 1. kör          | Tina Pisnik          | 1. kör        | Szugijama Ai        | nem indult  | nem indult          | 3. kör      | Lindsay Davenport  |
| 2003       | 1. kör          | Magdalena Maleeva    | 2. kör        | Jennifer Capriati   | 1. kör      | Daniela Hantuchová  | 1. kör      | Daniela Hantuchová |
| 2004       | 2. kör          | Patty Schnyder       | 1. kör        | Szugijama Ai        | 3. kör      | Szugijama Ai        | 2. kör      | Vera Dusevina      |
| 2005       | 2. kör          | Szvetlana Kuznyecova | 1. kör        | Sahar Peér          | 2. kör      | Jill Craybas        | 3. kör      | Szánija Mirza      |
| 2006       | 2. kör          | Roberta Vinci        | 2. kör        | Jelena Janković     | 2. kör      | Karolina Šprem      | 3. kör      | Patty Schnyder     |
| 2007       | 2. kör          | Viktorija Azaranka   | 4. kör        | Jelena Janković     | Döntő       | Venus Williams      | 4. kör      | Serena Williams    |
| 2008       | 1. kör          | Sofia Arvidsson      | 1. kör        | Casey Dellacqua     | 3. kör      | Bethanie Mattek     | 4. kör      | Sybille Bammer     |
| 2009       | Negyeddöntő     | Vera Zvonarjova      | 2. kör        | Tathiana Garbin     | 3. kör      | Francesca Schiavone | 2. kör      | Kim Clijsters      |
| 2010       | 3. kör          | Cseng Csie           | 3. kör        | Sahar Peér          | 4. kör      | Cvetana Pironkova   | 2. kör      | Virginie Razzano   |
| 2011       | 2. kör          | Veszna Manaszijeva   | Elődöntő      | Francesca Schiavone | Negyeddöntő | Sabine Lisicki      | 2. kör      | Christina McHale   |
| 2012       | 3. kör          | Cseng Csie           | 2. kör        | Petra Martić        | 2. kör      | Mirjana Lučić       | Negyeddöntő | Marija Sarapova    |
| 2013       | 3. kör          | Jekatyerina Makarova | 3. kör        | Francesca Schiavone | Győzelem    | Sabine Lisicki      | –           | –                  |

## Év végi világranglista-helyezései
| Év     | 2000  | 2001 | 2002 | 2003 | 2004 | 2005 | 2006 | 2007 | 2008 | 2009 | 2010 | 2011 | 2012 | 2013 |
| Egyéni | 1120. | 348. | 106. | 57.  | 41.  | 40.  | 17.  | 10.  | 17.  | 11.  | 16.  | 9.   | 11.  | 13.  |
| Páros  | –     | –    | 282. | 20.  | 37.  | 47.  | 33.  | 113. | –    | –    | –    | –    | –    | –    |